# Pagergunung (Kesamben)
Pagergunung is een bestuurslaag in het regentschap Blitar van de provincie Oost-Java, Indonesië. Pagergunung telt 4923 inwoners (volkstelling 2010).